# Крістіна (роман)
«Крістіна» (англ. Christine, 1983) — роман американського письменника Стівена Кінга про машину, яка поводить себе, наче жінка. У 1983 році роман екранізований режисером Джоном Карпентером.

## Сюжет
Арні Каннінгейм — невдаха, до того ж, у нього жахливі вугрі. Майже всі знущаються над Арні, крім його єдиного друга Денніса. Але одного разу Арні закохується. У машину «Plymouth fury» 1958 року випуску.
Зазвичай автомобілі в такому стані відправляють на звалище. Але Арні все одно купує Крістіну, як назвав її попередній власник, старий мізантроп Ролланд Лебей. Арні, можна сказати, «одружується» на ній. Деннісу чомусь відразу не подобається цей автомобіль, незабаром він дізнається, що через Крістіну загинули дружина і дочка Лебея — але Арні занадто захоплений своїм придбанням, і його дружба з Деннісом дає тріщину. Арні ставить Крістіну у гараж і починає приводити її до ладу. Причому, у міру того, як змінюється вигляд Крістіни, змінюється і Ерні. Він стає упевненіший у собі, може бути, навіть трохи жорстокий. У нього обличчя, нарешті, очищується від вугрів. Ерні знайомиться з красивою дівчиною, і вона закохується в нього…
Але Крістіна не терпить ніякого суперництва. Вона ні з ким не збирається ділити Арні, і тих, хто постане на її шляху, вона буде вбивати…

## Герої
- Арнольд Каннінгейм, Арні — юнак сімнадцяти років, здібний, але через характер і зовнішність приречений бути вигнанцем у своїй школі. Ніколи не йшов на конфлікт з батьками, хоча вже практично впевнився, що їх відношення до нього піде йому тільки на шкоду. Дуже страждає від свого каліцтва — прищів, і сам вважає себе вигнанцем, незважаючи на дружбу з Деннісом.
- Денніс — друг дитинства Арні, звичайний хлопець його віку, добрий і співчутливий, цілком благополучна людина. Перша і остання частини роману написані від його імені.
- Лі — приїжджа дівчина, яка закохалася в Арні (на той час він уже позбувся від прищів), дуже красива. Коли вона зрозуміла, що Арні легко може пожертвувати їй на догоду Крістіні, розірвала з ним стосунки, хоча їй і було дуже важко.
- Ролланд Лебей — старий, колишній військовий, перший господар Крістіни. Мізантроп, дедалі більше ненавидить людей з плином часу. Втратив дружину і дочку — можна сказати, що їх убила Крістіна. Розлучившись з Крістіною, практично відразу помер.
- Крістіна — криваво-червоний «Plymouth fury» 1958 року випуску одержимий свого роду демоном. Перший господар (Ролланд Д. Леббей) назвав її «Крістіна». Машина має власну свідомість, здатність самовідновлюватися і впливати на свідомість свого власника.

## Цікаві факти
- Крістіна в романі — автомобіль марки «Plymouth Fury» 1958 року. Всі звичайні машини цієї марки кремового кольору, але в книзі є згадка, що перший власник машини, Ролланд Д. Лебей, пофарбував її в популярні тоді кольори — червоний і слонову кістку.
- У першому варіанті роману Христина чотиридверна, хоча у «Plymouth Fury» тільки двоє дверей. Ця деталь була прибрана у перевиданнях книги. Але в деяких епізодах все ще згадується наявність задніх дверей.